# Camp Creek (Queensland)
Camp Creek es una localidad rural en la región de Cassowary Coast, Queensland, Australia.  En el censo de 2021, Camp Creek tenía una población de 128 personas.

## Demografía
En el censo de 2016, Camp Creek tenía una población de 186 personas. 
En el 2021 census, Camp Creek tenía una población de 128 personas. 

## Educación
No hay escuelas en Camp Creek. Las escuelas primarias públicas más cercanas son Mena Creek State School, en Mena Creek, al sur, y South Johnstone State School, en la vecina South Johnstone, al noreste. El centro público de enseñanza secundaria más cercano es el Innisfail State College, en Innisfail Estate, al noreste. 